# Pueblo bele
El pueblo bele también llamado belle, kuwaa o kwaa, habita en los cursos medios de los ríos Lofa y Saint Paul en Liberia. Son de tradición agrícola. Algunas fuentes los identifican como un subgrupo de la etnia kru, mientras que para otras es identificado con la etnia mandé. Conforman una comunidad histórica con aproximadamente 26.000 habitantes.

## Idioma
Hablan kuwa también llamado belle, belleh o kowaao. Tiene escritura. Integra las lenguas Niger-Congo,  Atlantic-Congo, Volta-Congo, Kru, Kuwaa.

## Territorio
Entre los ríos Lofa y Sanit Paul ocupan territorios del Condado de Gbarpolu: distritos de Belleh y Bokomo; Condado de Lofa: distrito de Zorzor, al sur de Bandi y Loma, al norte de Kpelle.

## Costumbres
Los bele del condado de Lofa acostumbran visitar a primar hora de la mañana (sobre las 5:30 h A.M.) a sus amistades el día después de una fecha importante. Es un acto de reconocimiento de la ayuda prestada por los mismos en alguna ocasión. Es de mal gusto no realizarla.
Desarrollaron formas tradicionales de comunicar mensajes. En el pasado con golpes de tambor se advertía del peligro y otras calamidades potenciales. Se tocó un cuerno para alertar a la comunidad del estallido de la guerra, y se hizo sonar un colmillo de elefante para anunciar la llegada de la realeza.

## Religión
El 65% de la población bele es cristiana, el 34% sigue la espiritualidad tradicional y un 1% es musulmana.